# 阿爾韋亞爾 (科連特斯省)
29°3′S 56°32′W / 29.050°S 56.533°W

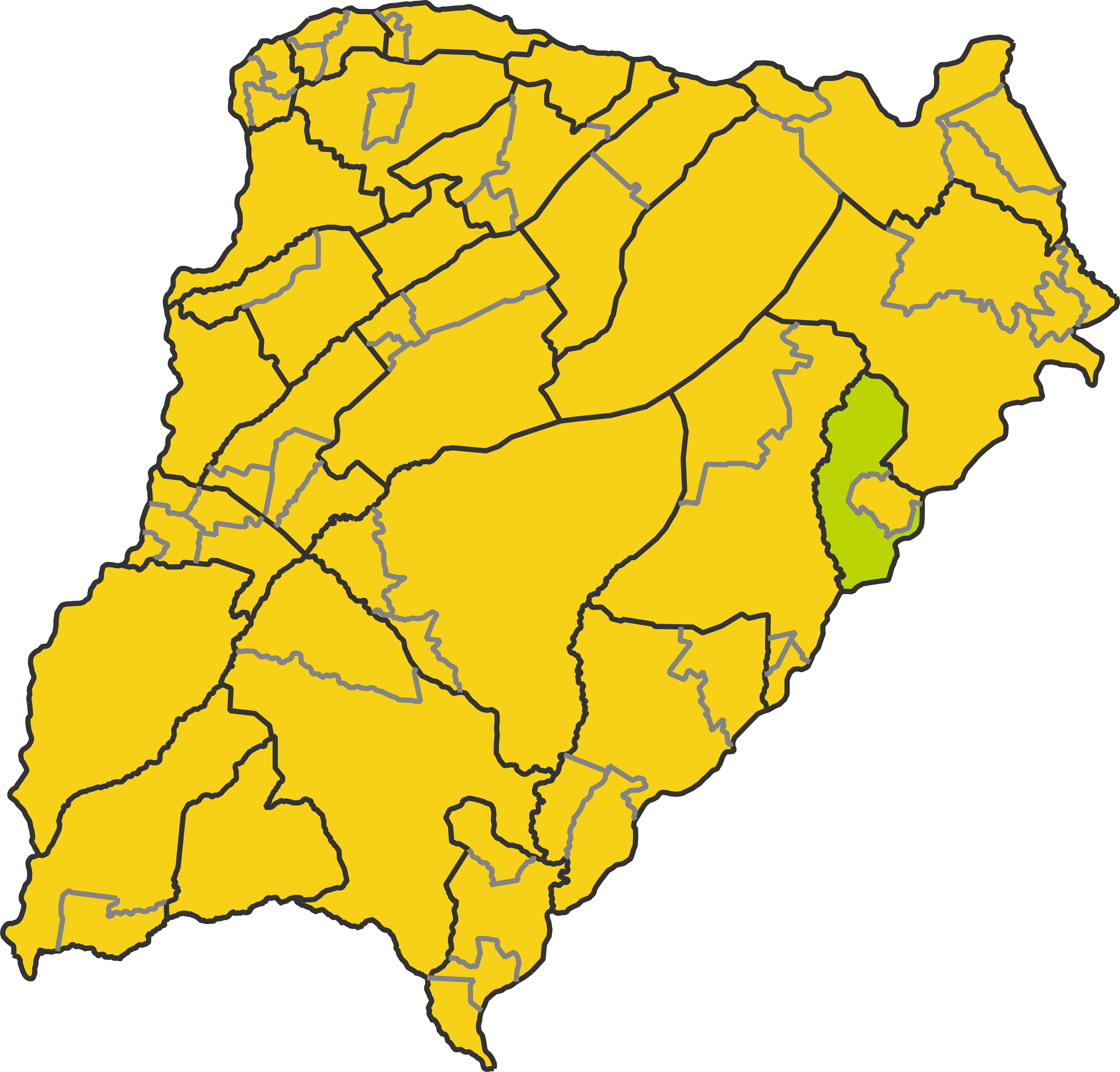

阿爾韋亞爾（西班牙語：Alvear），是阿根廷的城鎮，位於該國北部科連特斯省，是阿爾韋亞爾將軍縣的首府，分別距離波薩達斯250公里和科連特斯440公里，始建於1863年2月10日，海拔高度48米，2010年人口7,917。